# 볼링 액션

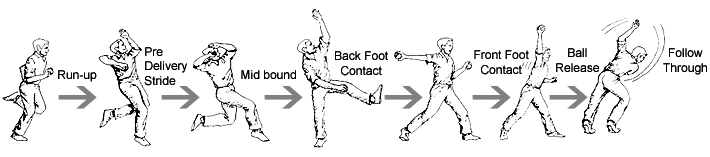
일반적인 볼링 (크리켓) 액션의 요소

크리켓에서 볼링 액션(Bowling action)은 투수가 타자를 향해 공을 던지는 일련의 동작이다.
볼링 동작은 다음과 같이 여러 부분으로 나눌 수 있다.
- 그립
- 어프로치
- 바운드(투구 전 스트라이드)
- 투구 스트라이드
  - 뒷발 접촉
  - 앞발 접촉
- 릴리스 지점
- 팔로우 스루

균형, 운동 능력, 타자를 향해 좁은 통로를 따라 흐르는 움직임 등 볼링 동작의 모든 부분에 적용되는 특정 원칙들이 있다.
코칭 서적들은 이상적인 볼링 동작을 설명한다. 하지만 훌륭한 코치들은 많은 성공적인 볼러들이 자신만의 독특한 스타일을 사용하고, 일부는 새롭고 향상된 기술을 만들어낸다는 것을 잘 알고 있다(예: 바트 킹). 위 링크는 가장 일반적으로 가르치는 기술들을 설명한다.

## 어프로치
어프로치는 공을 던지기 전 투수의 동작이다. 런업(run-up)이라고도 한다.